# Captain Caveman and the Teen Angels
Captain Caveman and the Teen Angels (no Brasil, Capitão Caverna e as Panterinhas) é um desenho da década de 1970, criado por Joe Ruby e Ken Spears, e produzido pela Hanna-Barbera Productions. Foi transmitida originalmente no canal de televisão norte-americano American Broadcasting Company (ABC), de 10 de setembro de 1977 a 21 de junho de 1980.
Seu protagonista era o Capitão Caverna, um ser baixinho, troglodita, coberto de pelos e sempre com um porrete em mãos. Estava acompanhado por três garotas (uma paródia das Panteras), nos desenhos: Brenda, Tiffan e Jamie.
No Brasil, as Teen Angels são chamadas Sabrina, Neli e Gilda.

## Dubladores

### Nos Estados Unidos
- Capitão Caverna: Mel Blanc
- Brenda: Marilyn Schreffler
- Kelly: Vernee Watson
- Sabrina: Laurel Page

### No Brasil[1]
- Capitão Caverna - Pietro Mário (primeira voz) e Mário Monjardim (segunda voz)
- Sabrina: Sumara Louise (primeira voz) e Nair Amorim (segunda voz)
- Neli: Neusa Tavares (primeira voz) e Vera Miranda (segunda voz)
- Gilda: Maralise Tartarini (primeira voz), Carmem Sheila (segunda voz) e Neusa Tavares (terceira voz)